# Catigny
Catigny est une commune française située dans le département de l'Oise en région Hauts-de-France.

## Géographie

### Description

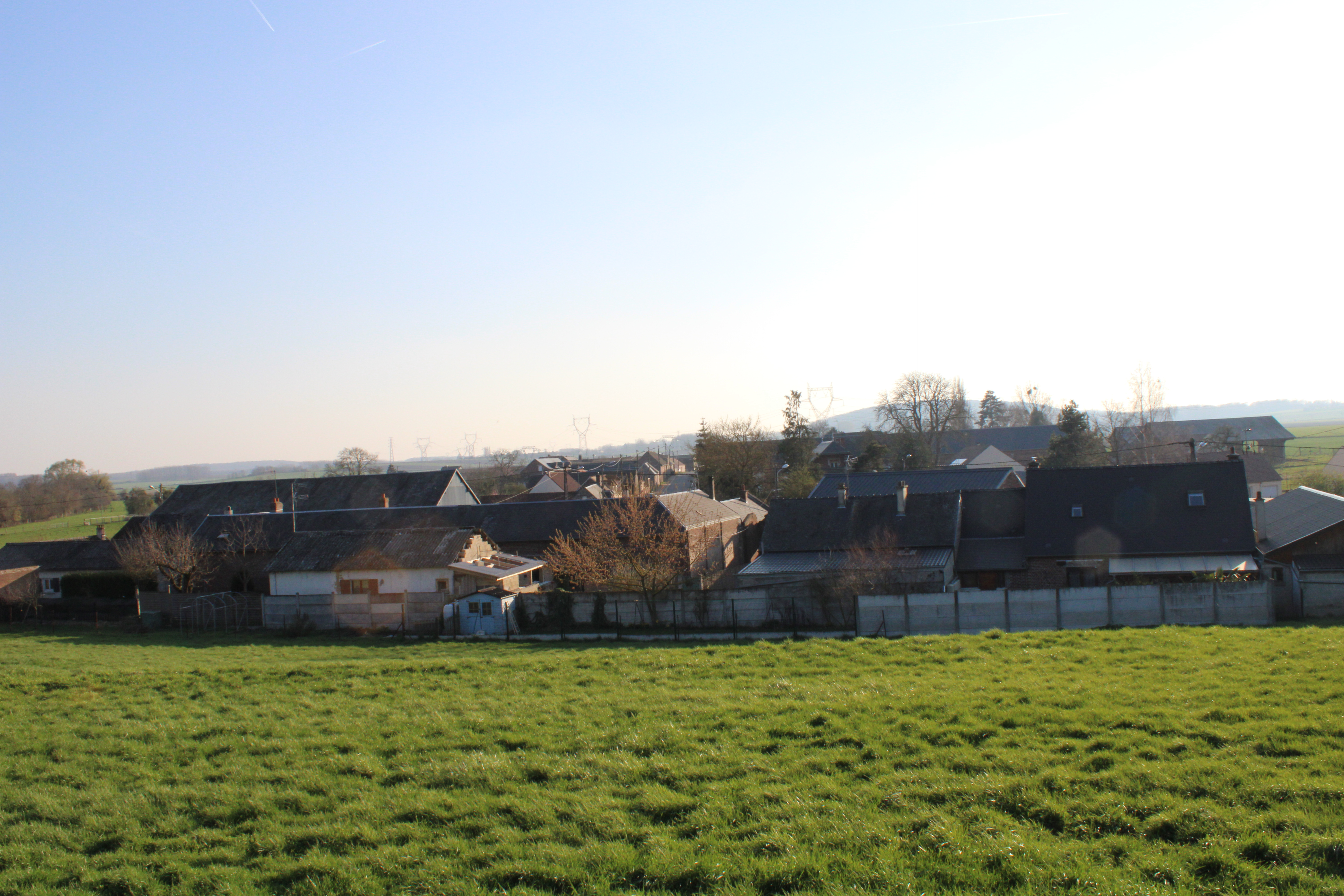
Panorama du village.

Catigny est un village rural picard du Noyonnais, dans l'Oise situé à 8 km au nord-ouest de Noyon, 50 km à l'ouest de Laon, 34 km au sud-ouest de Saint-Quentin, 26 km de Montdidier et 22 km au nord de Compiègne.
Le territoire communal est limité au sud-ouest par l'ancienne route nationale 334 (actuelle RD 934), qui reprend le tracé d'une ancienne voie romaine, dite Chaussée Brunehaut.
Au milieu du XIXe siècle, Louis Graves indiquait que la commune « est  formée d'une pleine coupée par quelques plis de terrain, à l'est d'un coteau qui s étend sur les communes voisines ; on n'y trouve pas d'eau courante ».

### Hydrographie
Catigny est drainé par la Mève, un affluent de la Verse et donc un sous-affluent de la  Seine par l'Oise.
Il est traversé par le Canal du Nord.
La réalisation d'un port flucial sur le canal est prévu vers 2029  sur Sermaize er Catigny dans le cadre de la réalisation du canal Seine-Nord Europe,,.

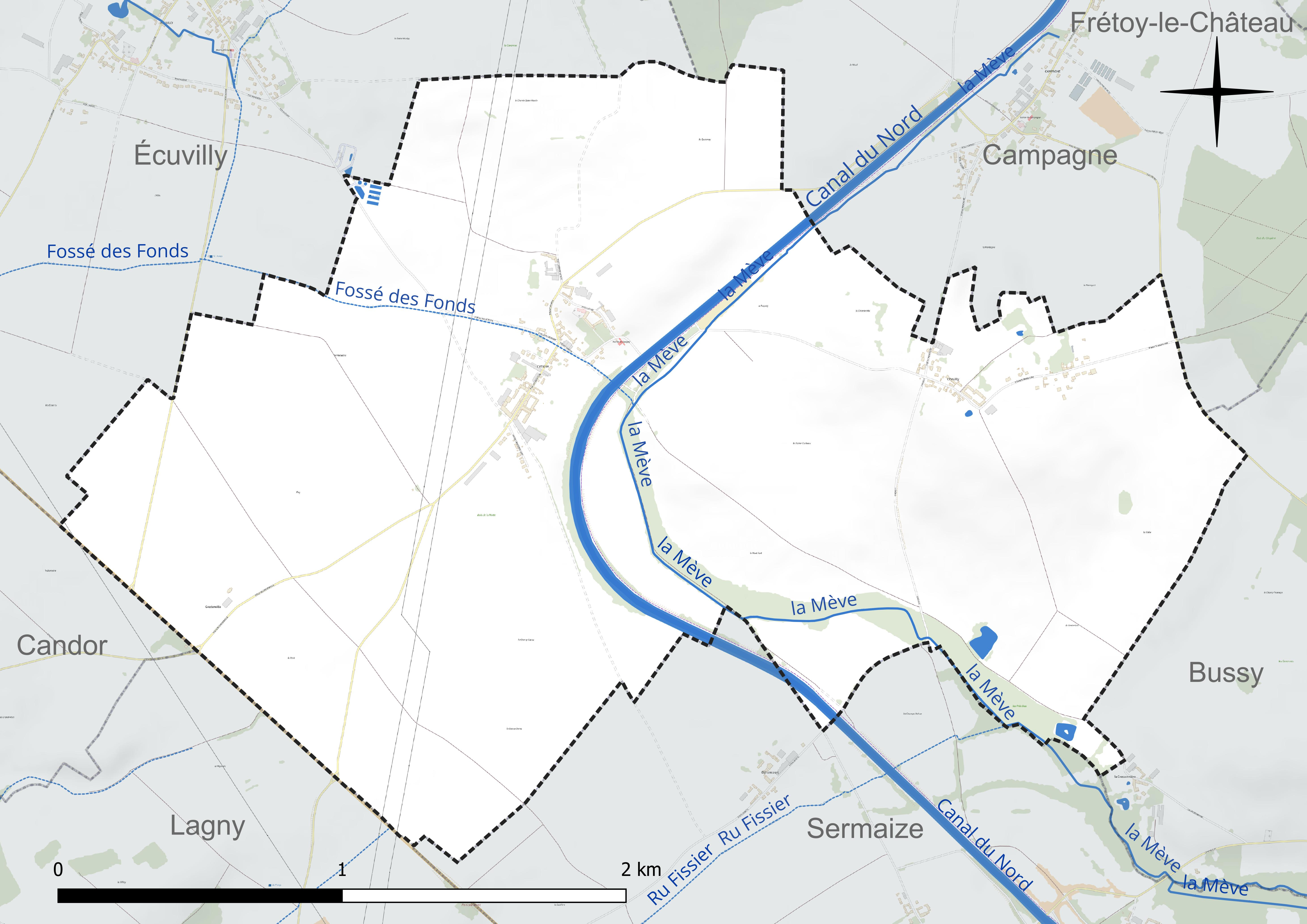
Réseau hydrographique de Catigny.

### Climat
Pour des articles plus généraux, voir Climat des Hauts-de-France et Climat de l'Oise.
En 2010, le climat de la commune est de type climat océanique dégradé des plaines du Centre et du Nord, selon une étude du CNRS s'appuyant sur une série de données couvrant la période 1971-2000. En 2020, Météo-France publie une typologie des climats de la France métropolitaine dans laquelle la commune est exposée à un climat océanique et est dans la région climatique Nord-est du bassin Parisien, caractérisée par un ensoleillement médiocre, une pluviométrie moyenne régulièrement répartie au cours de l’année et un hiver froid (3 °C).
Pour la période 1971-2000, la température annuelle moyenne est de 10,4 °C, avec une amplitude thermique annuelle de 14,9 °C. Le cumul annuel moyen de précipitations est de 691 mm, avec 11,3 jours de précipitations en janvier et 8,6 jours en juillet. Pour la période 1991-2020, la température moyenne annuelle observée sur la station météorologique la plus proche, située sur la commune de Chauny à 20 km à vol d'oiseau, est de 11,1 °C et le cumul annuel moyen de précipitations est de 709,9 mm,. Pour l'avenir, les paramètres climatiques de la commune estimés pour 2050 selon différents scénarios d'émission de gaz à effet de serre sont consultables sur un site dédié publié par Météo-France en novembre 2022.

## Urbanisme

### Typologie
Au 1er janvier 2024, Catigny est catégorisée commune rurale à habitat dispersé, selon la nouvelle grille communale de densité à sept niveaux définie par l'Insee en 2022.
Elle est située hors unité urbaine. Par ailleurs la commune fait partie de l'aire d'attraction de Noyon, dont elle est une commune de la couronne,. Cette aire, qui regroupe 38 communes, est catégorisée dans les aires de moins de 50 000 habitants,.

### Occupation des sols
L'occupation des sols de la commune, telle qu'elle ressort de la base de données européenne d’occupation biophysique des sols Corine Land Cover (CLC), est marquée par l'importance des territoires agricoles (94 % en 2018), une proportion identique à celle de 1990 (94 %). La répartition détaillée en 2018 est la suivante : 
terres arables (89,8 %), prairies (4,2 %), zones urbanisées (3,8 %), forêts (2,2 %). L'évolution de l’occupation des sols de la commune et de ses infrastructures peut être observée sur les différentes représentations cartographiques du territoire : la carte de Cassini (XVIIIe siècle), la carte d'état-major (1820-1866) et les cartes ou photos aériennes de l'IGN pour la période actuelle (1950 à aujourd'hui).

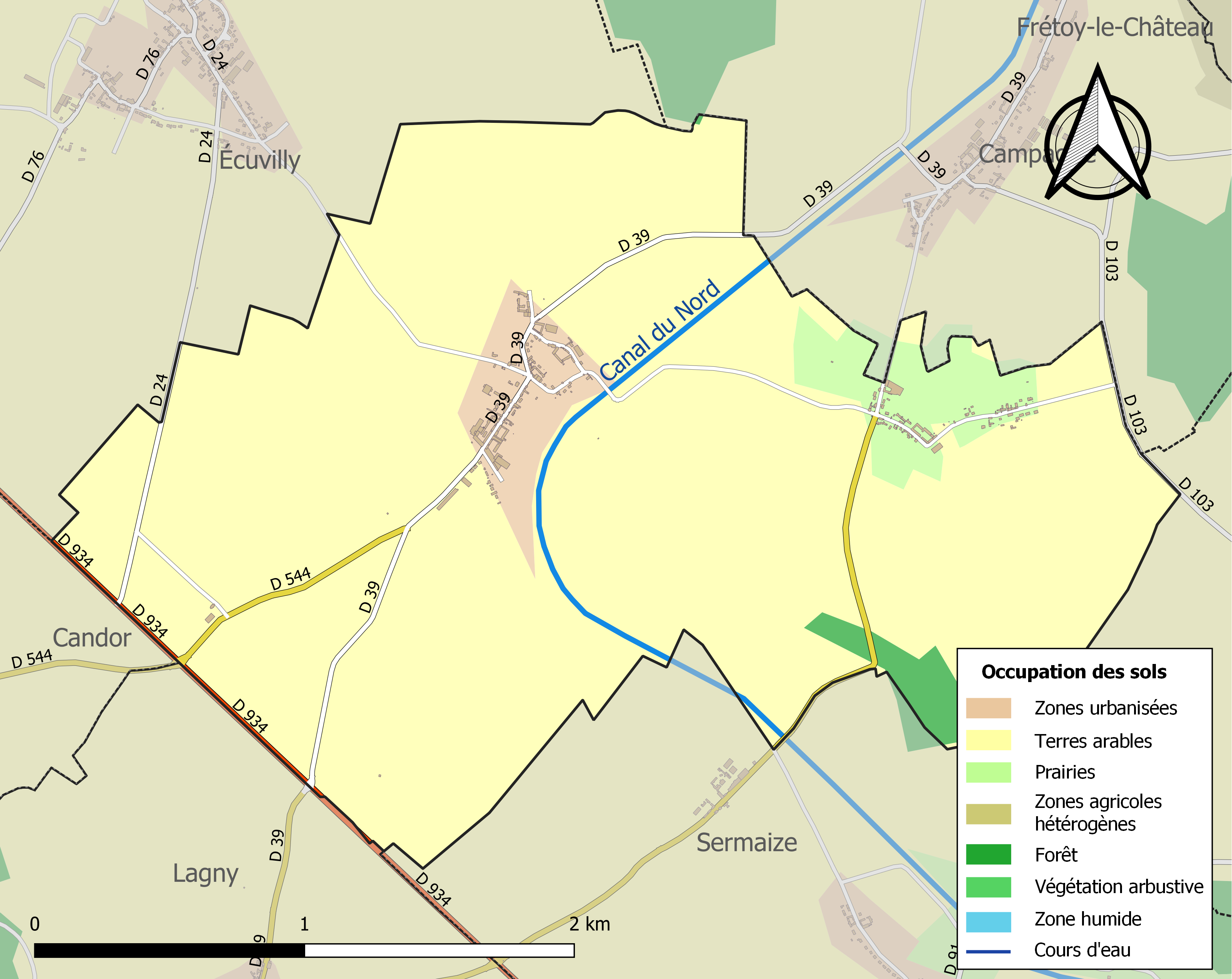
Carte des infrastructures et de l'occupation des sols de la commune en 2018 (CLC).

### Habitat et logement
En 2018, le nombre total de logements dans la commune était de 87, alors qu'il était de 82 en 2013 et de 77 en 2008.
Parmi ces logements, 94,3 % étaient des résidences principales, 0 % des résidences secondaires et 5,7 % des logements vacants. Ces logements étaient pour 100 % d'entre eux des maisons individuelles et pour 0 % des appartements.
Le tableau ci-dessous présente la typologie des logements à Catigny en 2018 en comparaison avec celle de l'Oise et de la France entière. Une caractéristique marquante du parc de logements est ainsi une proportion de résidences secondaires et logements occasionnels (0 %) inférieure à celle du département (2,5 %) mais supérieure à celle de la France entière (9,7 %). Concernant le statut d'occupation de ces logements, 80,5 % des habitants de la commune sont propriétaires de leur logement (76,9 % en 2013), contre 61,4 % pour l'Oise et 57,5 pour la France entière.
| Typologie                                               | Catigny | Oise | France entière |
| ------------------------------------------------------- | ------- | ---- | -------------- |
| Résidences principales (en %)                           | 94,3    | 90,4 | 82,1           |
| Résidences secondaires et logements occasionnels (en %) | 0       | 2,5  | 9,7            |
| Logements vacants (en %)                                | 5,7     | 7,1  | 8,2            |

### Voies de communication et transports
La commune est desservie, en 2023, par les lignes 679, 680 et 6308 du réseau interurbain de l'Oise.

## Toponymie
La localité a été dénommée Cattigny, Cartigny, Guarteigny, Catigni, Cattigni, Catiny, Catheni et  Catheny.
Cette dénomination provient sans doute de Catiniacum, de Catinius et suffixe -acum, "domaine de Catinius".

## Histoire

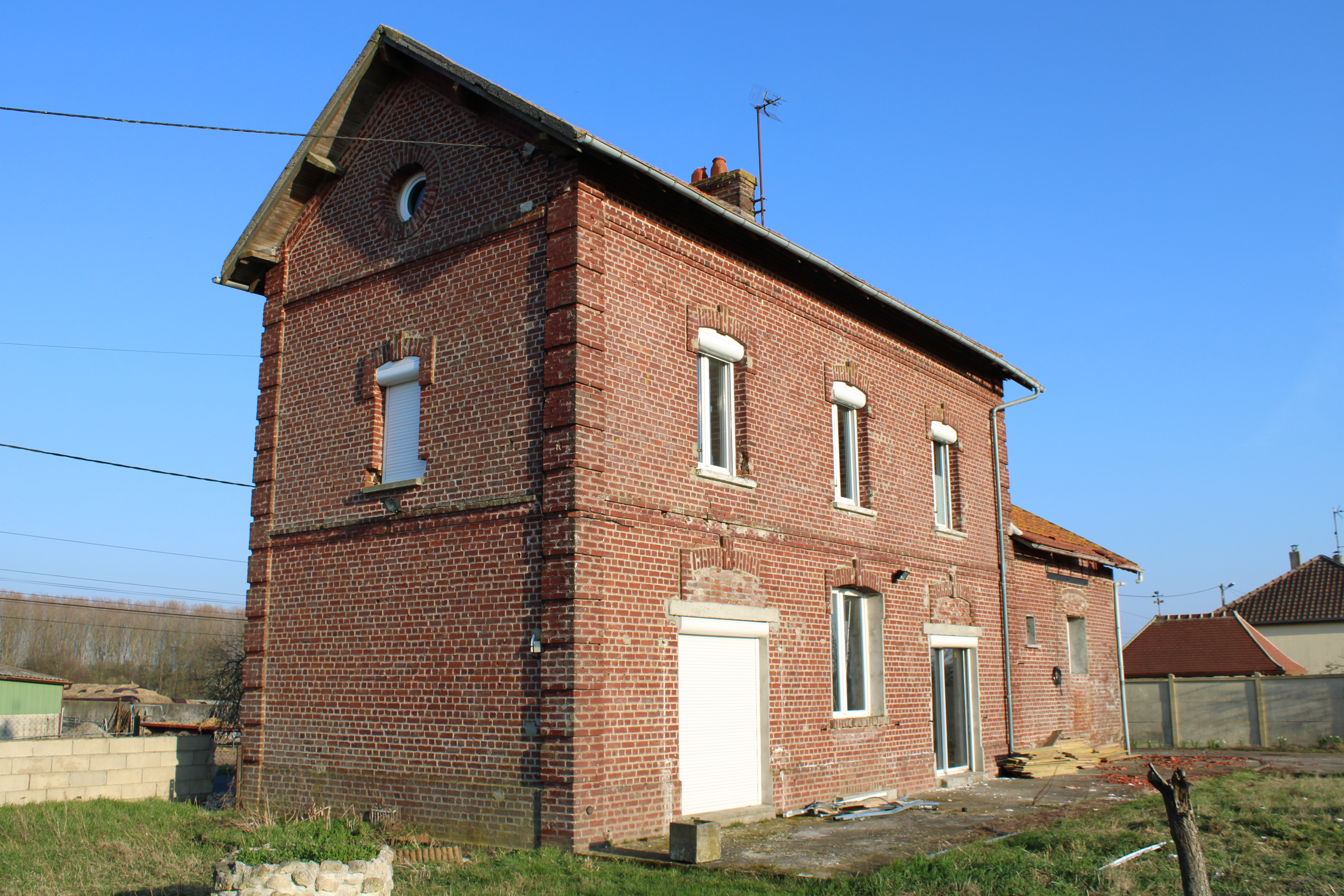
L'ancienne gare.

Louis Graves indiquait en 1850 que « l'église de Catigny qui était paroissiale, sous le titre de Saint-Martin, fut donnée en 1110 au chapitre de la cathédrale par Baudry, célèbre évêque de Noyon ; elle n'est plus que simple succursale ».
Sous l'Ancien Régime, Catigny dépendait de la seigneurie de Beaulieu.
La commune, instituée lors de la Révolution française, absorbe fugacement celle de Campagne, entre 1828 et 1832.
En 1850, la commune était propriétaire d'une école et de quelques pâtures. La population était essentiellement occupée par les travaux agricoles, mais quelques ouvriers y fabriquaient du calicot.
Le village a été desservi par la ligne  de Bussy à Ercheu, un chemin de fer secondaire du réseau des chemins de fer départementaux de l'Oise. L'impasse de la gare rappelle aujourd'hui encore cette desserte ferroviaire qui a fonctionné de 1897 à 1953 et permettait de relier Noyon à Albert. L'emprise de la voie est occupée par des pavillons.

## Politique et administration

### Rattachements administratifs et électoraux
La commune se trouve dans l'arrondissement de Compiègne du département de l'Oise. Pour l'élection des députés, elle fait partie de la sixième circonscription de l'Oise.
Elle faisait partie depuis 1801 du canton de Guiscard. Dans le cadre du redécoupage cantonal de 2014 en France, elle intègre le canton de Noyon.

### Intercommunalité
La commune est membre de la communauté de communes du Pays Noyonnais, créée en 1994.

### Liste des maires
| Période                                  | Période                       | Identité            | Étiquette   | Qualité                                              |
| ---------------------------------------- | ----------------------------- | ------------------- | ----------- | ---------------------------------------------------- |
| Les données manquantes sont à compléter. |                               |                     |             |                                                      |
| mars 2001                                | 2008                          | Claude Bourlon      |             |                                                      |
| mars 2008                                | 2014                          | Bernard Bore        |             |                                                      |
| 2014                                     | mars 2017,                    | Alexandre Cavé      | UMP puis FN | Agriculteur Décédé en fonction                       |
| 2017                                     | juillet 2020                  | Marie-Claire Aubert |             |                                                      |
| juillet 2020                             | En cours (au 2 décembre 2021) | Valerie Opat        | LR          | Vice-présidente de la CC du Pays Noyonnais (2020 → ) |

## Équipements et services publics

### Enseignement
Les enfants de la commune sont scolarisés avec ceux de Bussy, Sermaize, Campagne, Genvry et Beaurains-les-Noyon par un regroupement pédagogique intercommunal (RPI) formé en 2021 par le regroupement de deux anciens syndicats, permettant d'offrir des services de cantine et d’accueil périscolaire à certaines communes qui en étaient  jusqu'alors dépourvues et se protéger d’éventuelles fermetures de classes, les écoles de Sermaize et de Beaurains n’accueillant auparavant que 13 élèves chacune,.

## Population et société

### Démographie

#### Évolution démographique
L'évolution du nombre d'habitants est connue à travers les recensements de la population effectués dans la commune depuis 1793. Pour les communes de moins de 10 000 habitants, une enquête de recensement portant sur toute la population est réalisée tous les cinq ans, les populations de référence des années intermédiaires étant quant à elles estimées par interpolation ou extrapolation. Pour la commune, le premier recensement exhaustif entrant dans le cadre du nouveau dispositif a été réalisé en 2008.

En 2022, la commune comptait 179 habitants, en évolution de −6,28 % par rapport à 2016 (Oise : +0,87 %, France hors Mayotte : +2,11 %).
| 1793 | 1800 | 1806 | 1821 | 1831 | 1836 | 1841 | 1846 | 1851 |
| ---- | ---- | ---- | ---- | ---- | ---- | ---- | ---- | ---- |
| 288  | 335  | 370  | 334  | 502  | 316  | 327  | 314  | 305  |

| 1856 | 1861 | 1866 | 1872 | 1876 | 1881 | 1886 | 1891 | 1896 |
| ---- | ---- | ---- | ---- | ---- | ---- | ---- | ---- | ---- |
| 299  | 314  | 285  | 291  | 280  | 259  | 228  | 211  | 207  |

| 1901 | 1906 | 1911 | 1921 | 1926 | 1931 | 1936 | 1946 | 1954 |
| ---- | ---- | ---- | ---- | ---- | ---- | ---- | ---- | ---- |
| 199  | 230  | 266  | 146  | 161  | 158  | 162  | 167  | 169  |

| 1962 | 1968 | 1975 | 1982 | 1990 | 1999 | 2006 | 2008 | 2013 |
| ---- | ---- | ---- | ---- | ---- | ---- | ---- | ---- | ---- |
| 186  | 193  | 181  | 191  | 199  | 182  | 192  | 195  | 197  |

| 2018 | 2022 | - | - | - | - | - | - | - |
| ---- | ---- | - | - | - | - | - | - | - |
| 191  | 179  | - | - | - | - | - | - | - |

#### Pyramide des âges
La population de la commune est relativement jeune.
En 2018, le taux de personnes d'un âge inférieur à 30 ans s'élève à 34,1 %, soit en dessous de la moyenne départementale (37,3 %). À l'inverse, le taux de personnes d'âge supérieur à 60 ans est de 25,7 % la même année, alors qu'il est de 22,8 % au niveau départemental.
En 2018, la commune comptait 97 hommes pour 94 femmes, soit un taux de 50,79 % d'hommes, légèrement supérieur au taux départemental (48,89 %).
Les pyramides des âges de la commune et du département s'établissent comme suit.
| Hommes | Classe d’âge | Femmes |
| ------ | ------------ | ------ |
| 1,0    | 90 ou +      | 0,0    |
| 5,2    | 75-89 ans    | 11,7   |
| 17,5   | 60-74 ans    | 16,0   |
| 23,7   | 45-59 ans    | 20,2   |
| 17,5   | 30-44 ans    | 19,1   |
| 13,4   | 15-29 ans    | 16,0   |
| 21,6   | 0-14 ans     | 17,0   |

| Hommes | Classe d’âge | Femmes |
| ------ | ------------ | ------ |
| 0,5    | 90 ou +      | 1,4    |
| 5,5    | 75-89 ans    | 7,6    |
| 15,6   | 60-74 ans    | 16,3   |
| 20,8   | 45-59 ans    | 20     |
| 19,4   | 30-44 ans    | 19,4   |
| 17,6   | 15-29 ans    | 16,2   |
| 20,6   | 0-14 ans     | 19,1   |

## Culture locale et patrimoine

### Lieux et monuments
- L'église Saint-Martin, du XIXe siècle mais dont le chœur à chevet plat  est celui de l'édifice antérieur qui semble dater du XIIIe siècle[32]